# Мехтхилд фон Баден
Мехтхилд фон Баден (на немски: Mechthild von Baden; Mathilde von Baden; * сл. 1225; † сл. 1258) е маркграфиня от Маркграфство Баден и чрез женитба графиня на Вюртемберг.

## Биография
Тя е дъщеря на маркграф Херман V фон Баден († 1243) и съпругата му пфалцграфиня Ирменгард фон Брауншвайг († 1260) от род Велфи, дъщеря на пфалцграф Хайнрих V († 1227) и роднина на император Фридрих Барбароса.
Мехтхилд фон Баден е погребана в църквата на манастир Бойтелсбах, Вайнщат. През 1316 или 1320 г. тя е преместена в манастирската църква на Щутгарт.

## Фамилия
Мехтхилд фон Баден се омъжва преди 4 април 1251 г. за граф Улрих I фон Вюртемберг Дарителя (1222 – 1265). С тази женитба град Щутгарт идва към Вюртемберг. Техните деца са:
- Улрих II (1254 – 1279), граф на Вюртемберг (1265 – 1279)
- Агнес (пр. 1264 – 1305), ∞ I. 1275 Конрад IV фон Йотинген († 1279), ∞ II. 1282 Фридрих II фон Труендинген († 1290), ∞ III. 1295 Крафт I фон Хоенлое-Вайкерсхайм († 1313)
- Мехтхилд (пр. 1264 – пр. 1284), ∞ граф Албрехт I фон Шенкенберг-Льовенщайн, син на римско-немския крал Рудолф I фон Хабсбург.

Нейният съпруг се жени 1259/1260 г. за Агнес от Силезия-Лужица (1242 – 1265) от род Пясти.